# The Power Trip
The Power Trip è stato un tag team di wrestling della World Wrestling Federation creata nel 2001. Era formato da Steve Austin e Triple H.

## Storia
Il team si formò a Raw la notte dopo WrestleMania X-Seven, quando Triple H aiutò Steve Austin (passato heel) a sconfiggere The Rock e a mantenere il WWF Championship. Assieme a Vince McMahon, e a Stephanie McMahon, formarono questa stable. A quel tempo Triple H era l'Intercontinental Champion, mentre Austin era il WWF Champion. Il team vinse il WWF Tag Team Championship a Backlash quando sconfissero i Brothers of Destruction. A Judgment Day, Triple H perse l'Intercontinental Championship contro Kane in un chain match, a causa di un aiuto malriuscito di Steve Austin. Poche settimane dopo, Triple H e Austin persero il titolo di coppia a Raw contro Chris Jericho e Chris Benoit. Durante il match Triple H si infortunò al collo.
Austin non poté rivincere i titoli; si vendicò comunque dei due canadesi attaccandoli durante un match contro i Dudley Boyz per il titolo a King of the Ring, permettendo a questi ultimi di vincere match e titolo. Con l'inizio dell'Invasion, Austin si trovò costretto a trovare un sostituto di Triple H: trovò Kurt Angle. I due però non andarono mai d'accordo, e durante l'elimination match di InVasion, Austin tradì Angle e si unì all'alleanza WCW/ECW.
Triple H e Austin si riunirono per una notte il quindicesimo anniversario di Raw, dove insieme a The Undertaker e Mankind attaccarono Vince McMahon.

## Titoli e riconoscimenti
- - WWF Championship (1) – Steve Austin
  - WWF Intercontinental Championship (2) – Triple H
  - WWF Tag Team Championship (1) – Steve Austin e Triple H